# Alter Park (Berlin)
Die Parkanlage Alter Park liegt im Berliner Ortsteil Tempelhof zwischen der Parkstraße und dem Tempelhofer Damm. Sie entstand im 19. Jahrhundert.

## Geschichte
Die auf unbebauten und nicht landwirtschaftlich genutzten Flächen angesiedelten Sträucher und Bäume um einige Restlöcher der Eiszeit entwickelten sich zu einem wilden Wäldchen. Im frühen 20. Jahrhundert schuf der Eigentümer des Landes, die Berlin-Tempelhofer Terrain-Gesellschaft, daraus den Tempelhofer Park mit dem Klarensee. Im Jahr 1907 erwarb die Landgemeinde Tempelhof die Parkanlage und erklärte sie im Folgejahr zum Gemeindepark. Im Jahr 1941 kamen weitere Flächen südlich der bis dato genutzten hinzu.

## Beschreibung
Der Park ist Teil einer größeren Anlage, die zusammen mit dem Bosepark, dem Franckepark sowie dem Lehnepark ein Naherholungsgebiet in Tempelhof bildet. In der Mitte des Parks befindet sich der Klarensee, der aus einem Toteisloch entstand. Der See musste in den Jahren 2007 und 2008 renaturiert werden. Unter anderem wurden Flachwasserzonen geschaffen, damit dort Schilf angepflanzt werden konnte.
Dominant sind im Alten Park Koniferen, Kiefern und Lärchen, aber auch Ziersträucher und Rasenflächen sind reichlich vorhanden.
Der Park ist bei Laufsportlern beliebt, da er in Verbindung mit dem Bosepark, dem Franckepark und dem Lehnepark ein weitläufiges Gelände bietet.

## Kunst und Gedenken im Park

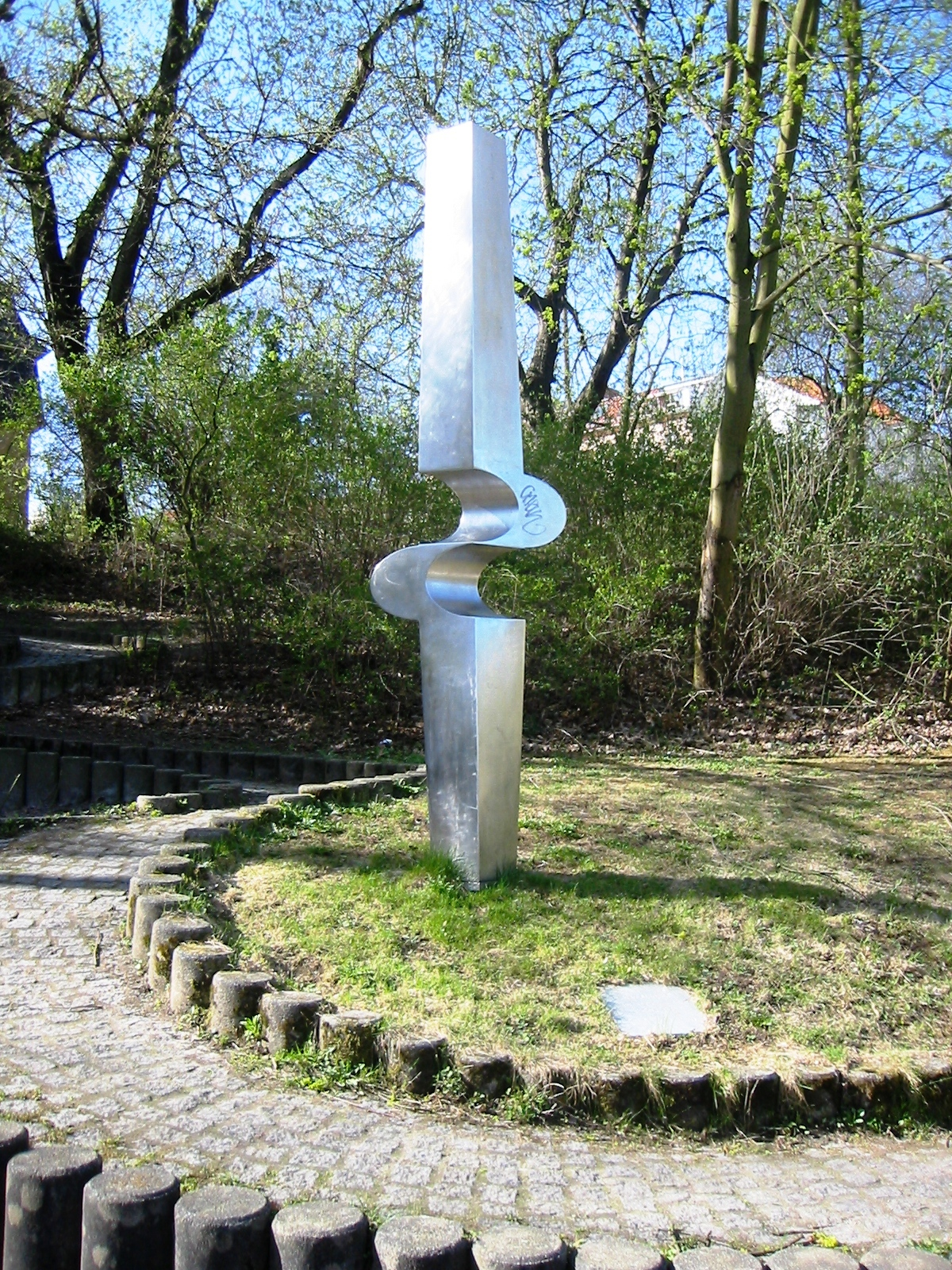
Stauchung – harmonisch, Skulptur von Karl Menzen im Alten Park

Am westlichen Ende des Parks steht die Edelstahl-Skulptur des deutschen Bilderhauers Karl Menzen mit dem Titel Stauchung – harmonisch. Dabei wirkt auf die eine Seite der Säule eine Kraft, die zu einer Ausbuchtung auf der anderen Seite führt: „Bewegung offenbart sich bei Menzen als gesammelte Kraft, die voller Energie und Spannung ist und in der alles nach Entladung drängt.“
Weitere Skulpturen wie Laokoon III (1982) von Volkmar Haase befinden sich im Alten Park.

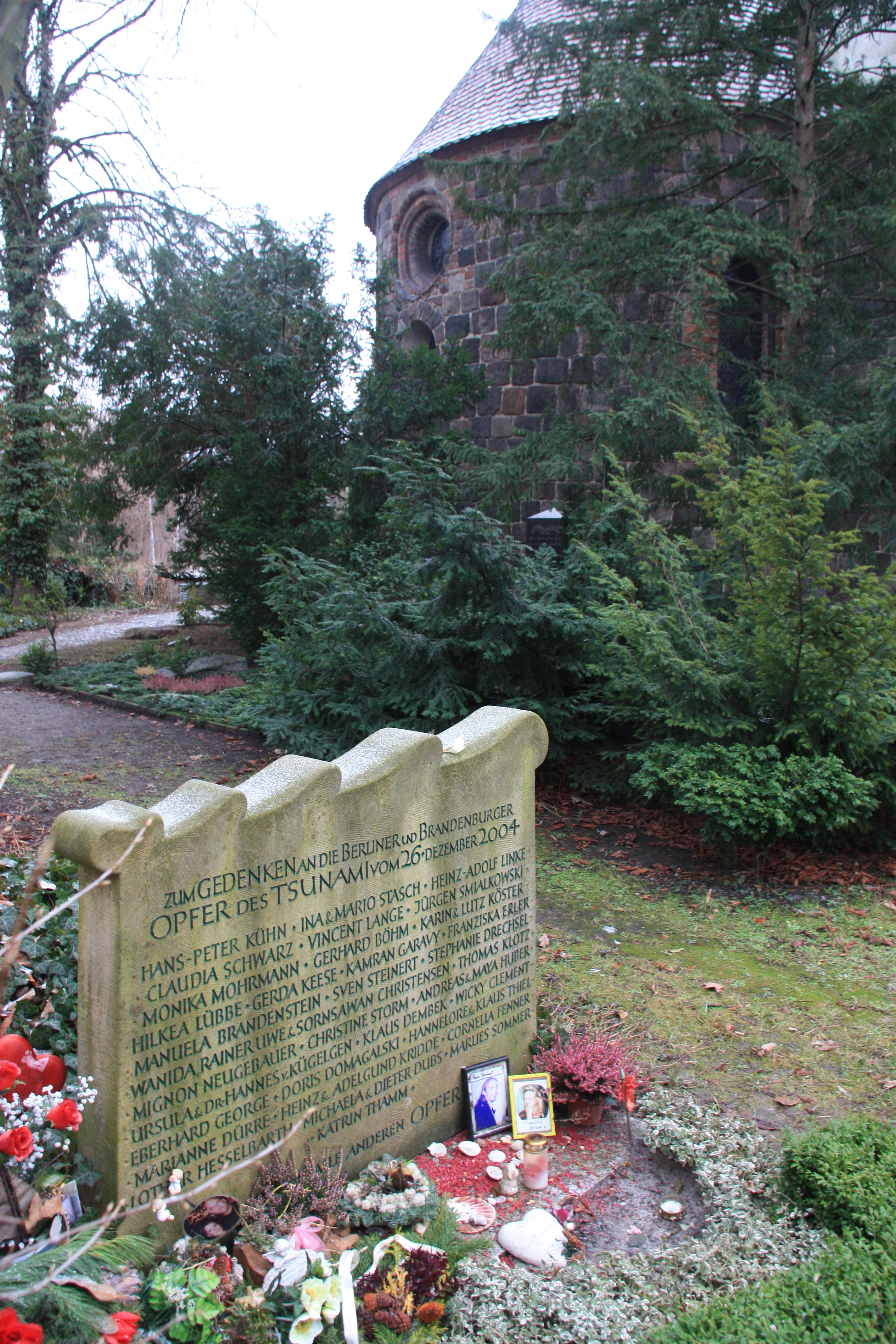
Gedenkstein für Berliner und brandenburgische Tsunami-Opfer

Nachdem im Jahr 2004 bei dem verheerenden Tsunami in Ko Phuket auch 46 Berliner und Brandenburger ums Leben gekommen waren, ließen die Angehörigen auf Initiative der Selbsthilfegruppe Hoffen bis zuletzt in Abstimmung mit dem Bezirksamt einen Gedenkstein am Rande des Parks auf dem Kirchhof errichten. Mit einer kleinen Gedächtnisfeier in der Dorfkirche erfolgte die Einweihung im Dezember 2005.

## In der Umgebung
An den Park grenzt die Dorfkirche Tempelhof an. Ursprünglich stand hier eine Siedlung des Templerordens, die jedoch im Zweiten Weltkrieg zerstört wurde. Der Friedhof ist noch erhalten – dort wurde ein Gedenkstein für die 47 Berliner und brandenburgischen Opfer des Tsunamis vom 26. Dezember 2004 im Pazifik aufgestellt.
Das Rathaus Tempelhof ist ebenfalls nicht weit entfernt.